# Курсе (Ендр и Лоара)
Курсе (фр. Courçay) је насељено место у Француској у региону Центар, у департману Ендр и Лоара.
По подацима из 2011. године у општини је живело 843 становника, а густина насељености је износила 34,03 становника/km².

## Демографија
| 1962. | 1968. | 1975. | 1982. | 1990. | 2011. |
| ----- | ----- | ----- | ----- | ----- | ----- |
| 575   | 540   | 466   | 489   | 703   | 843   |